# Erika Krüger
Erika Krüger (* 1936 in Prien als Erika Maria Baronesse von Rendorp) ist eine Ehrensenatorin der TU Bergakademie Freiberg. Sie wurde in der Öffentlichkeit vor allem im Zusammenhang mit ihrem Engagement für die Dr.-Erich-Krüger-Stiftung bekannt. Sie ist Mitglied des Stiftungsvorstandes. Die 2006 geschaffene Stiftung ist die größte private Schenkung an eine Universität in Deutschland.

## Leben
Erika Krüger wurde in Prien geboren. Sie arbeitete einige Jahre als Erzieherin im von ihrer Familie betriebenen Kinderheim Haus Marquette. 1971 heiratete sie Peter Krüger. Das Ehepaar gründete gemeinsam die Firma Schlemmermeyer und baute diese zu einer Delikatessen-Kette aus. Später wandte sich das Ehepaar Krüger dem Immobiliengeschäft zu. Erika Krüger ist Geschäftsführerin der Renta GmbH Versicherungsvermittlungs- und Vermögensverwaltungsgesellschaft mbH mit Sitz in München.

## Stiftung
2007 übernahm Erika Krüger den Vorsitz der Dr. Erich-Krüger-Stiftung. Der  Leitgedanke der Stiftung besteht in der Förderung der praxis- und anwendungsbezogenen Wissenschaft und Forschung und des wissenschaftlichen Nachwuchses. Von ihr wurden bisher zwei Forschungskollegs  initiiert und begleitet. Dabei handelt es sich um das Freiberger Hochdruck-Forschungszentrum und das Freiberger Biohydrometallurgisches Zentrum (BHMZ). Damit unterstützt sie die wissenschaftliche Entwicklung der TU Bergakademie Freiberg.
Erika Krüger setzt sich auch über die Stiftung hinaus für die Entwicklung der Stadt Freiberg und der Bergakademie Freiberg ein. So sanierte sie aus eigenen Mitteln das Amtshaus des Schlosses Freudenstein. Dieses historische Haus wurde nach der Sanierung in Krügerhaus umbenannt und beherbergt jetzt die öffentlich zugängliche  Mineralogische Sammlung Deutschlands.
Sie ließ aus eigenen Mitteln das Chile-Haus-Freiberg sanieren und überließ dieses der TU Bergakademie Freiberg zur Nutzung. In diesem Haus werden vorrangig Gastwissenschaftler und Studierende aus Chile und Südamerika untergebracht.

## Ehrungen
Für ihr Engagement als Stifterin wurden Erika Krüger der Sächsische Verdienstorden sowie die Ehrenmedaille der Universitätsstadt Freiberg verliehen. Als Anerkennung für ihre Verdienste erhielt sie im Jahr 2014 die Ehrendoktorwürde der Fakultät für Werkstoffwissenschaft und Werkstofftechnologie der TU Bergakademie Freiberg. Sie wurde im Jahr 2017 zur Ehrensenatorin der TU Bergakademie Freiberg ernannt. Im April 2023 wurde ihr das Bundesverdienstkreuz verliehen.